# 1-я улица Дьяково Городище
1-я у́лица Дьяко́во Городи́ще — улица в районе Нагатинский Затон Южного административного округа города Москвы на территории парка Коломенское.

## Название
До вхождения территории в состав Москвы в 1960 году, улица располагалась в деревне Дьяковское. С 1960 года носила название Москворецкая улица. Нынешнее название утверждено 18 февраля 1966 года. Улица была названа по древнему поселению Дьяково Городище, находящемуся в этом районе.

## Транспорт
- Метро «Каширская».

## Здания и сооружения
Недалеко от пересечения улицы с проспектом Андропова находится Национальный исследовательский ядерный университет «МИФИ».